# 佐伯勇人
佐伯 勇人（さえき はやと、1954年7月25日 - ）は、日本の実業家。四国電力特別顧問・前会長、社長、四国経済連合会（四経連）会長、四国旅客鉄道（JR四国）社外取締役。

## 経歴

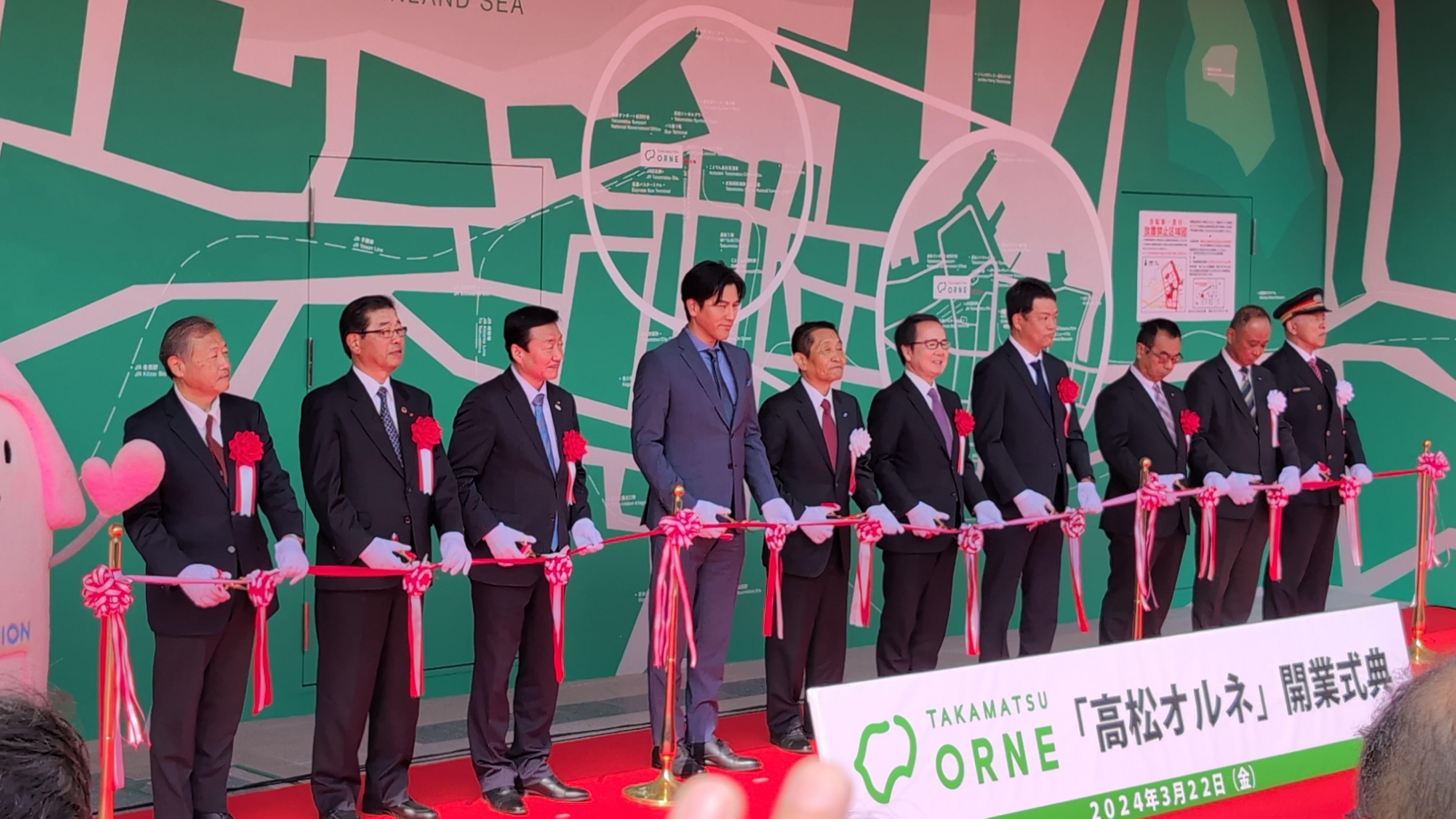
高松オルネの開業式典に参加した佐伯（左から2番目、2024年3月22日）

佐伯は1954年7月25日、現在の愛媛県東温市内に生まれた。

### 四国電力
京都大学法学部を卒業後、1977年に四国電力に入社。その後、2006年に広報部長、2013年に常務取締役等を経て、2015年6月25日、千葉昭の後任として、同社の代表取締役社長に就任した。2024年4月現在、同社の歴代社長の中では唯一、副社長以外から就任しており、千葉と常盤百樹会長を除く当時の取締役の中では最年少であった。
佐伯は社長内定時、四国電力の経営体制の刷新と、伊方発電所3号機の再稼働を目標としていた。実際、社長任期中の2017年には前者が監査等委員会設置会社に移行し、その翌年の2018年には後者が再稼働した。
その後の2019年6月26日、佐伯は四国電力の社長職を長井啓介副社長に譲り、自身は同社の会長に就任した（代表取締役は継続）。その後、2024年6月に取締役を退任し、同社の特別顧問に就任した。

### その他
2024年4月現在は四国経済連合会の会長を務めており、2023年からは四国旅客鉄道の社外取締役も務めている。